# Jonathan Betancourt
Jonathan Enrique Betancourt Mina, noto semplicemente come Jonathan Betancourt (Esmeraldas, 14 febbraio 1995), è un calciatore ecuadoriano, centrocampista del Chacaritas.

## Caratteristiche tecniche
È un esterno destro.

## Carriera
Cresciuto nel settore giovanile dell'ESPOLI, nel 2013-2014 ha militato nelle giovanili del Porto, disputando la UEFA Youth League. Dal 2014 al 2016 ha giocato nel Gondomar, per poi fare ritorno in patria.
In carriera ha disputato 10 incontri di Coppa Sudamericana con le maglie di Aucas, LDU Quito, Barcelona SC ed Universidad Católica.